# Wrust
Wrust ist eine botswanische Death-Metal-Band aus Gaborone, die im Jahr 2000 gegründet wurde.

## Geschichte
Die Band wurde im Winter 2000 gegründet. Bis zum Jahr 2002 änderte sich die Besetzung der Band mehrfach, sodass Gitarrist und Sänger Stux Daemon das einzige, noch verbliebene Gründungsmitglied war. Anfang 2002 kam Dem Lord Master als Schlagzeuger zur Besetzung. Als weiteres Mitglied war Bassist SBond in der Band. Gegen Ende des Jahres kam BG als weiterer Gitarrist hinzu. Es folgten diverse Auftritte, darunter im Jahr 2003 auf dem Gaborone Beer Fest, dem University of Botswana Freshers Ball im Jahr 2002 und 2005 und dem Rock Against AIDS. Im Jahr 2003 nahm die Band ihr erstes Demo namens Mirth of Sorrow auf, das jedoch aus Qualitätsgründen nie veröffentlicht wurde. Die Band nahm an einem Battle of Bands in Durban teil, wo die Gruppe den zweiten Platz belegte und dadurch ein neues Schlagzeug gewann. Durch den Wettbewerb konnte die Band zudem ihren Bekanntheitsgrad erhöhen; infolgedessen spielte sie am 3. September 2003 als Vorgruppe für Sepultura in Durban. Gegen Ende des Jahres spielte die Band als Headliner auf dem Witchfest Festival in Johannesburg. Am 23. und 24. Januar 2004 spielte sie zusammen mit Konkhra und am 16. April zusammen mit Entombed. Im Jahr 2005 verließen Gitarrist BG und Bassist SBond Wrust. Als neuer Bassist kam Damon D.O. zur Besetzung. Im Jahr 2006 folgten weitere Auftritte zusammen mit lokalen Gruppen wie Stealth, Stane und Nodd. Danach arbeitete die Band an ihrem Debütalbum. Das Album wurde innerhalb von vier Tagen im Bizac Studio in Midrand aufgenommen und später im WDR-Studio in Durban neu abgemischt und gemastert. Die Veröffentlichung war zunächst für den 7. April 2007 geplant, verschob sich aber durch Stürme und Überflutungen und dadurch bedingte Stromausfälle in der Gegend um Durban, sodass das Drucken der CD-Cover und -Beihefte unterbrochen werden musste und sich die Veröffentlichung auf den 14. April verschob. Im Jahr 2008 kam Ben Phaks Mophakedi als weiterer Gitarrist zur Band. Anfang 2009 begann die Band mit den Arbeiten zu ihrem zweiten Album. Im Jahr 2013 folgte das zweite Album Intellectual Metamorphosis.

## Stil
Die Band spielt klassischen Death Metal, wobei die Gruppe als einzig bekannte, komplett dunkelhäutige Band aus dem Extreme-Metal-Bereich Afrikas gilt. Neben typischen Death-Metal-Bands wie Cannibal Corpse erinnern Lieder wie Destiny of Fate an die frühen Metallica. Einflüsse aus Thrash Metal und New Wave of British Heavy Metal sind ebenfalls hörbar.

## Diskografie
- 2007: Soulless Machine (Album, Witchdoctor Records)
- 2011: Too Deep (EP, Eigenveröffentlichung)
- 2013: Intellectual Metamorphosis (Album, Eigenveröffentlichung)